# استان کندال
استان کندال (به لاتین: Kandal Province) یک منطقهٔ مسکونی در کامبوج است که در کامبوج واقع شده‌است. استان کندال ۳٬۱۷۹ کیلومتر مربع مساحت دارد ۱۰ متر بالاتر از سطح دریا واقع شده‌است.